# ВК Шабац
Ватерполо клуб Шабац је српски ватерполо клуб из Шапца. Клуб је основан 1990. године, а највећи успех постигао је у сезони 2018/19. године освајањем „дупле круне” тј. првенства и купа Србије.

## 1990 - 2015
Клуб је основан 1990. године. Од 2001. до 2005. такмичио се у Првој А савезној лиги и у том периоду представљао је добро организован клуб који је био запажен и у раду са млађим категоријама. Године 2005. дошло је до затварања Градског базена у Шапцу. Клуб је ипак успео да опстане, али је тренирао и играо у другим градовима (најпре у Београду, а потом и у Новом Саду, Обреновцу...). Године 2015. завршена је реконструкција шабачког Градског базена, те се тада ВК Шабац након пуне деценије коначно вратио у свој град. Од сезоне 2015/16. такође се поново такмичи и у највишем рангу.
У сезони 2004/05. учествовао је у ЛЕН купу.

## 2015–садашњост: Успон до успеха
Јуна 2015 године, град Шабац је отворио реновиране затворене базене, креирајући услове за повратак ВК Шабац у своју матичну кућу. Градска управа на тендеру изабрала је ВК Шабац и поверила му управљање целим објектом у чијем склопу су базени. У том периоду и сам клуб је изборио пласман у Прву А лигу Србије за сезону 2015-16.
У сезони 2016-17, ВК Шабац учествовао у Регионалној ватерполо лиги А2, завршивши на трећем месту иза клубова ВК Приморац VK Primorac Kotor и ВК ПОШК POŠK.
Децембра 2017 године, ВК Шабац је био финалиста Купа Србије који се одржао у Бечеју, изгубивши од екипе ВК Партизан VK Partizan резултатом 5-6. У Марту 2018. године клуб је изборио пласман у Регионалну ватерполо лигу А1. ВК Шабац је завршио на другом месту у Регионалној ватерполо лиги А2, а потом у плеј-офу успео у две утакмице да савлада екипу ВК Будва за пласман у елитну лигу. Исте сезоне клуб је  домаће такмичење Прва А лига Србије, завршио на трећем месту иза екипа ВК Партизан и БВК Црвена звезда.
19. октобра 2018. остварена је прва победа у Регионалној ватерполо лиги А1. На домаћем терену савладана је екипа ВК Партизан VK Partizan резултатом 12-10. У Децембру исте године остварен је први историјски успех клуба освајањем Купа Србије који је одржан у Зрењанину. ВК Шабац је у финалу савладао екипу ВК Раднички VK Radnički Kragujevac резултатом 10-9. Сезону 2018-19, клуб је завршио на шестом месту у Регионалној ватерполо лиги А1 са скором 7-0-11. Историјска сезона је крунисана титулом у домаћем првенству Првој А лиги Србије, победом у финалној серији 2-1 над БВК Црвена звездаVK Crvena zvezda. Овом титулом је уједно изборен пласман у ЛЕН лигу Шампиона.
Сезону 2019-20 клуб је почео квалификационим мечевима у ЛЕН лиги шампиона 2019–20 LEN Champions League. Квалификациона рунда 1 одржана је управо у Шапцу, где је ВК Шабац изборио друго место и пласман у наредну рунду. Квалификациона рунда 2 одиграна је у Септембру 2019. године у Тераси у Шпанији, где ВК Шабац није успео да се пласира у следећу етапу такмичења, поразом у све три одигране утакмице. У децембру 2019. године као бранилац титуле ВК Шабац је изгубио финални меч Купа Србије од ВК Раднички резултатом 8-10 не успевши да одбрани титулу.

## Новији резултати
| Сез.     | Првенство Србије | Куп Србије   | Регионално такмичење                     | Европско такмичење                      |
| -------- | ---------------- | ------------ | ---------------------------------------- | --------------------------------------- |
| 2017/18. | 3. место         | Финалиста    | Друга Јадранска лига — 2. место          | —                                       |
| 2018/19. | Првак            | Победник     | Јадранска лига — 6. место                | —                                       |
| 2019/20. | Није одиграно    | Финалиста    | Јадранска лига — 8. место                | Лига шампиона — Квалификације, 2. рунда |
| 2020/21. | Полуфинале       | Четвртфинале | Јадранска лига — 4. место, група Београд | —                                       |
| 2021/22. | У току           | У току       | Јадранска лига — У току                  | Куп Европе — Квалификације, 2. рунда    |

## Тренутни састав
Сезона 2020/2021:
| Број                        | Играч              | Позиција |
| --------------------------- | ------------------ | -------- |
| 1                           | Радослав Филиповић | Голман   |
| 2                           | Митар Мараш        | Спољни   |
| 3                           | Никола Марковић    | Спољни   |
| 4                           | Михајло Репановић  | Спољни   |
| 5                           | Симон Вогел        | Спољни   |
| 6                           | Огњен Васовић      | Спољни   |
| 7                           | Кристиан Шулц      | Спољни   |
| 8                           | Филип Жељковић     | Спољни   |
| 9                           | Марко Тубић        | Спољни   |
| 10                          | Матија Тонковић    | Спољни   |
| 11                          | Огњен Стојановић   | Спољни   |
| 12                          | Петар Станић       | Центар   |
| 13                          | Андреј Вукадиновић | Голман   |
| 14                          | Саво Ћетковић      | Центар   |
| 15                          | Матија Жежељ       | Спољни   |
| 16                          | Јован Митровић     | Спољни   |
| 17                          | Иван Коптсев       | Спољни   |
| Тренер: Емил Николић        |                    |          |
| Асистент: Немања Личанин    |                    |          |
| Физиотерапеут: Никола Ђокић |                    |          |

## Успеси
- Првенство Србије: 
  - Првак (1): 2018/19.
- Куп Србије: 
  - Победник (1): 2018/19.
  - Финалиста (2): 2017/18, 2019/20.